# WTA-toernooi van Rome
Het WTA-toernooi van Rome is een jaarlijks terugkerend tennistoernooi voor vrouwen dat onderdeel is van het tennistoernooi van Rome en wordt georganiseerd in de Italiaanse hoofdstad Rome. De officiële naam van het toernooi is Internazionali BNL d'Italia. Het graveltoernooi was eerder bekend onder de naam Italian Open.
De WTA organiseert het toernooi dat in de categorie "WTA 1000" valt en wordt gespeeld op gravel.
Tegelijk met dit toernooi wordt op dezelfde locatie het ATP-toernooi van Rome voor de mannen gehouden. Dat toernooi valt in de hoogste klasse van het professionele mannentennis.
Het toernooi werd voor het eerst gehouden in 1930 in Milaan. In 1935 verhuisde het naar Foro Italico in Rome. Tussen 1936 en 1949 werd het evenement niet gehouden. Vanaf 1950 staat het weer jaarlijks op de kalender. Het toernooi werd een open toernooi in 1969. In de jaren 1980–1986 vond het toernooi plaats in Perugia of Tarente (1985); daarna weer in Rome. Sinds 1987 wordt er in mei gespeeld. In 2020 werd, in verband met de coronapandemie, het evenement in september gehouden. In 2021 was het terug in mei georganiseerd.
Het WTA-toernooi van Madrid (in de categorie WTA 1000) en dit toernooi in Rome zijn de twee meest prestigieuze graveltoernooien in de aanloop naar het enige grandslam-evenement op gravel, Roland Garros.
In 2023 werd de omvang van het toernooi uitgebreid van zeven naar twaalf dagen, en van zes naar zeven ronden.

## Meervoudig winnaressen enkelspel
| speelster            | aantal titels | in de jaren            |
| -------------------- | ------------- | ---------------------- |
| Chris Evert          | 5             | 1974, 1975, 1980–1982  |
| Gabriela Sabatini    | 4             | 1988, 1989, 1991, 1992 |
| Conchita Martínez    | 4             | 1993–1996              |
| Serena Williams      | 4             | 2002, 2013, 2014, 2016 |
| Maria Bueno          | 3             | 1958, 1961, 1965       |
| Margaret Court       | 3             | 1962–1964              |
| Maria Sjarapova      | 3             | 2011, 2012, 2015       |
| Iga Świątek          | 3             | 2021, 2022, 2024       |
| Doris Hart           | 2             | 1951, 1953             |
| Lesley Turner/Bowrey | 2             | 1967, 1968             |
| / Monica Seles       | 2             | 1990, 2000             |
| Martina Hingis       | 2             | 1998, 2006             |
| Amélie Mauresmo      | 2             | 2004, 2005             |
| Jelena Janković      | 2             | 2007, 2008             |
| Elina Svitolina      | 2             | 2017, 2018             |

## Plaats van handeling
| - 1930–1934: Milaan - 1935: Rome - 1936–1949: geen toernooi - 1950–1960: Rome - 1961: Turijn - 1962–1979: Rome - 1980–1984: Perugia - 1985: Taranto - 1986: Perugia - 1987–heden: Rome |

## Enkel- en dubbelspeltitel in één jaar
| speelster         | in het jaar |
| ----------------- | ----------- |
| Lilí Álvarez      | 1930        |
| Helen Hull Jacobs | 1934        |
| Doris Hart        | 1951        |
| Patricia Ward     | 1955        |
| Margaret Smith    | 1963, 1964  |
| Lesley Turner     | 1967        |
| Billie Jean King  | 1970        |
| Virginia Wade     | 1971        |
| Chris Evert       | 1975        |
| Raffaella Reggi   | 1985        |
| Monica Seles      | 1990        |
| Jasmine Paolini   | 2025        |

## Finales

### Enkelspel
| Datum      | Naam                            | Cat.         | ($)       | Ondergrond     | Winnares            | Verliezend finaliste | Uitslag        |         |
| ---------- | ------------------------------- | ------------ | --------- | -------------- | ------------------- | -------------------- | -------------- | ------- |
| 1930       | Internationaux d'Italie         |              |           | gravel, buiten | Lilí Álvarez        | Lucia Valerio        | 3-6, 8-6, 6-0  |         |
| 1931       | Internationaux d'Italie         |              |           | gravel, buiten | Lucia Valerio       | Dorothy Andrus       | 2-6, 6-2, 6-2  |         |
| 1932       | Internationaux d'Italie         |              |           | gravel, buiten | Ida Adamoff         | Lucia Valerio        | 6-4, 7-5       |         |
| 1933       | Internationaux d'Italie         |              |           | gravel, buiten | Elizabeth Ryan      | Ida Adamoff          | 6-1, 6-1       |         |
| 1934       | Internationaux d'Italie         |              |           | gravel, buiten | Helen Hull Jacobs   | Lucia Valerio        | 6-3, 6-0       |         |
| 1935       | Internationaux d'Italie         |              |           | gravel, buiten | Hilde Sperling      | Lucia Valerio        | 6-4, 6-1       |         |
| 1950       | Internationaux d'Italie         |              |           | gravel, buiten | Anneliese Bossi     | Joan Curry           | 6-4, 6-4       |         |
| 1951       | Internationaux d'Italie         |              |           | gravel, buiten | Doris Hart          | Shirley Fry-Irvin    | 6-3, 8-6       |         |
| 1952       | Internationaux d'Italie         |              |           | gravel, buiten | Susan Partridge     | MP Harrison          | 6-3, 7-5       |         |
| 1953       | Internationaux d'Italie         |              |           | gravel, buiten | Doris Hart          | Maureen Connolly     | 4-6, 9-7, 6-3  |         |
| 1954       | Internationaux d'Italie         |              |           | gravel, buiten | Maureen Connolly    | P Ward-Hales         | 6-3, 6-0       |         |
| 1955       | Internationaux d'Italie         |              |           | gravel, buiten | P Ward-Hales        | Erika Vollmer        | 6-4, 6-3       |         |
| 1956       | Internationaux d'Italie         |              |           | gravel, buiten | Althea Gibson       | Zsuzsa Körmöczy      | 6-3, 7-5       |         |
| 1957-05-06 | Internationaux d'Italie         |              |           | gravel, buiten | Shirley Bloomer     | Dottie Knode         | 1-6, 9-7, 6-2  |         |
| 1958       | Internationaux d'Italie         |              |           | gravel, buiten | Maria Bueno         | Lorraine Coghlan     | 3-6, 6-3, 6-3  |         |
| 1959       | Internationaux d'Italie         |              |           | gravel, buiten | Christine Truman    | Sandra Reynolds      | 6-0, 6-1       |         |
| 1960-05-02 | Internationaux d'Italie         |              |           | gravel, buiten | Zsuzsa Körmöczy     | Ann Haydon           | 6-4, 4-6, 6-1  |         |
| 1961-05-07 | Internationaux d'Italie         |              |           | gravel, buiten | Maria Bueno         | Lesley Turner        | 6-4, 6-4       |         |
| 1962       | Internationaux d'Italie         |              |           | gravel, buiten | Margaret Smith      | Maria Bueno          | 8-6, 5-7, 6-4  |         |
| 1963       | Internationaux d'Italie         |              |           | gravel, buiten | Margaret Smith      | Lesley Turner        | 6-3, 6-4       |         |
| 1964       | Internationaux d'Italie         |              |           | gravel, buiten | Margaret Smith      | Lesley Turner        | 6-1, 6-1       |         |
| 1965       | Internationaux d'Italie         |              |           | gravel, buiten | Maria Bueno         | Nancy Richey         | 6-1, 1-6, 6-3  |         |
| 1966       | Internationaux d'Italie         |              |           | gravel, buiten | Ann Haydon-Jones    | Annette van Zyl      | 8-6, 6-1       |         |
| 1967       | Internationaux d'Italie         |              |           | gravel, buiten | Lesley Turner       | Maria Bueno          | 6-3, 6-3       |         |
| 1968       | Internationaux d'Italie         |              |           | gravel, buiten | Lesley Bowrey       | Margaret Court       | 2-6, 6-2, 6-3  |         |
| 1969       | Italian Open                    |              |           | gravel, buiten | Julie Heldman       | Kerry Reid           | 7-5, 6-3       |         |
| 1970       | Italian Open                    |              |           | gravel, buiten | Billie Jean King    | Julie Heldman        | 6-1, 6-3       |         |
| 1971-04-29 | Italian Open                    |              |           | gravel, buiten | Virginia Wade       | Helga Masthoff       | 6-4, 6-4       |         |
| 1972-04-24 | Italian Open                    |              |           | gravel, buiten | Linda Tuero         | Olga Morozova        | 6-4, 6-3       |         |
| 1973-06-04 | Italian Open                    |              |           | gravel, buiten | Evonne Goolagong    | Chris Evert          | 7-6, 6-0       |         |
| 1974-05-27 | Italian Open                    |              |           | gravel, buiten | Chris Evert         | Martina Navrátilová  | 6-3, 6-3       |         |
| 1975-05-26 | Italian Open                    |              | 30.000    | gravel, buiten | Chris Evert         | Martina Navrátilová  | 6-1, 6-0       |         |
| 1976-05-23 | Italian Open                    |              | 30.000    | gravel, buiten | Mima Jaušovec       | Lesley Hunt          | 6-1, 6-3       |         |
| 1977-05-16 | Italian Open                    |              | 35.000    | gravel, buiten | Janet Newberry      | Renáta Tomanová      | 6-3, 7-6       |         |
| 1978-05-22 | Italian Open                    |              | 35.000    | gravel, buiten | Regina Maršíková    | Virginia Ruzici      | 7-5, 7-5       | details |
| 1979-05-07 | Italian Open                    |              | 100.000   | gravel, buiten | Tracy Austin        | Sylvia Hanika        | 6-4, 1-6, 6-3  | details |
| 1980-05-05 | Italian Open Perugia            |              | 100.000   | gravel, buiten | Chris Evert         | Virginia Ruzici      | 5-7, 6-2, 6-2  | details |
| 1981-05-04 | Italian Open Perugia            |              | 100.000   | gravel, buiten | Chris Evert         | Virginia Ruzici      | 6-1, 6-2       | details |
| 1982-05-03 | Italian Open Perugia            |              | 100.000   | gravel, buiten | Chris Evert         | Hana Mandlíková      | 6-0, 6-2       | details |
| 1983-05-02 | Italian Open Perugia            |              | 150.000   | gravel, buiten | Andrea Temesvári    | Bonnie Gadusek       | 6-1, 6-0       | details |
| 1984-05-21 | Italian Open Perugia            |              | 150.000   | gravel, buiten | Manuela Maleeva     | Chris Evert          | 6-3, 6-3       | details |
| 1985-04-29 | Italian Open Tarente            |              | 50.000    | gravel, buiten | Raffaella Reggi     | Vicki Nelson         | 6-4, 6-4       | details |
| 1986-07-07 | Ellesse Grand Prix Perugia      |              | 50.000    | gravel, buiten | Nathalie Herreman   | C Bartos-Cserepy     | 6-2, 6-4       | details |
| 1987-05-04 | Italian Open                    |              | 150.000   | gravel, buiten | Steffi Graf         | Gabriela Sabatini    | 7-5, 4-6, 6-0  | details |
| 1988-05-02 | Italian Open                    | Tier IV      | 200.000   | gravel, buiten | Gabriela Sabatini   | Helen Kelesi         | 6-1, 6-7, 6-1  | details |
| 1989-05-08 | Italian Open                    | Tier II      | 300.000   | gravel, buiten | Gabriela Sabatini   | Arantxa Sánchez      | 6-2, 5-7, 6-4  | details |
| 1990-05-07 | Italian Open (Peugeot Open Cup) | Tier I       | 500.000   | gravel, buiten | Monica Seles        | Martina Navrátilová  | 6-1, 6-1       | details |
| 1991-05-06 | Peugeot Italian Open            | Tier I       | 500.000   | gravel, buiten | Gabriela Sabatini   | Monica Seles         | 6-3, 6-2       | details |
| 1992-05-04 | Peugeot Italian Open            | Tier I       | 550.000   | gravel, buiten | Gabriela Sabatini   | Monica Seles         | 7-5, 6-4       | details |
| 1993-05-03 | Italian Open                    | Tier I       | 750.000   | gravel, buiten | Conchita Martínez   | Gabriela Sabatini    | 7-5, 6-1       | details |
| 1994-05-02 | Italian Open                    | Tier I       | 750.000   | gravel, buiten | Conchita Martínez   | Martina Navrátilová  | 7-6, 6-4       | details |
| 1995-05-08 | Italian Open                    | Tier I       | 806.250   | gravel, buiten | Conchita Martínez   | Arantxa Sánchez      | 6-3, 6-1       | details |
| 1996-05-06 | Italian Open                    | Tier I       | 926.250   | gravel, buiten | Conchita Martínez   | Martina Hingis       | 6-2, 6-3       | details |
| 1997-05-05 | Italian Open                    | Tier I       | 926.250   | gravel, buiten | Mary Pierce         | Conchita Martínez    | 6-4, 6-0       | details |
| 1998-05-04 | Italian Open                    | Tier I       | 926.250   | gravel, buiten | Martina Hingis      | Venus Williams       | 6-3, 2-6, 6-3  | details |
| 1999-05-03 | Italian Open                    | Tier I       | 1.050.000 | gravel, buiten | Venus Williams      | Mary Pierce          | 6-4, 6-2       | details |
| 2000-05-15 | Italian Open                    | Tier I       | 1.080.000 | gravel, buiten | Monica Seles        | Amélie Mauresmo      | 6-2, 7-6       | details |
| 2001-05-14 | Italian Open                    | Tier I       | 1.200.000 | gravel, buiten | Jelena Dokić        | Amélie Mauresmo      | 7-6, 6-1       | details |
| 2002-05-13 | Italian Open                    | Tier I       | 1.224.000 | gravel, buiten | Serena Williams     | Justine Henin        | 7-6, 6-4       | details |
| 2003-05-12 | Telecom Italia Masters          | Tier I       | 1.300.000 | gravel, buiten | Kim Clijsters       | Amélie Mauresmo      | 3-6, 7-6, 6-0  | details |
| 2004-05-10 | Telecom Italia Masters          | Tier I       | 1.300.000 | gravel, buiten | Amélie Mauresmo     | Jennifer Capriati    | 3-6, 6-3, 7-6  | details |
| 2005-05-09 | Telecom Italia Masters Roma     | Tier I       | 1.300.000 | gravel, buiten | Amélie Mauresmo     | Patty Schnyder       | 2-6, 6-3, 6-4  | details |
| 2006-05-15 | Internazionali d'Italia         | Tier I       | 1.340.000 | gravel, buiten | Martina Hingis      | Dinara Safina        | 6-2, 7-5       | details |
| 2007-05-14 | Internazionali BNL d'Italia     | Tier I       | 1.340.000 | gravel, buiten | Jelena Janković     | Svetlana Koeznetsova | 7-5, 6-1       | details |
| 2008-05-12 | Internazionali BNL d'Italia     | Tier I       | 1.340.000 | gravel, buiten | Jelena Janković     | Alizé Cornet         | 6-2, 6-2       | details |
| 2009-05-04 | Internazionali BNL d'Italia     | Premier Five | 2.000.000 | gravel, buiten | Dinara Safina       | Svetlana Koeznetsova | 6-3, 6-2       | details |
| 2010-05-03 | Internazionali BNL d'Italia     | Premier Five | 2.000.000 | gravel, buiten | MJ Martínez Sánchez | Jelena Janković      | 7-6, 7-5       | details |
| 2011-05-09 | Internazionali BNL d'Italia     | Premier Five | 2.050.000 | gravel, buiten | Maria Sjarapova     | Samantha Stosur      | 6-2, 6-4       | details |
| 2012-05-14 | Internazionali BNL d'Italia     | Premier Five | 2.168.400 | gravel, buiten | Maria Sjarapova     | Li Na                | 4-6, 6-4, 7-6  | details |
| 2013-05-13 | Internazionali BNL d'Italia     | Premier Five | 2.369.000 | gravel, buiten | Serena Williams     | Viktoryja Azarenka   | 6-1, 6-3       | details |
| 2014-05-12 | Internazionali BNL d'Italia     | Premier Five | 2.628.000 | gravel, buiten | Serena Williams     | Sara Errani          | 6-3, 6-0       | details |
| 2015-05-11 | Internazionali BNL d'Italia     | Premier Five | 2.183.600 | gravel, buiten | Maria Sjarapova     | Carla Suárez Navarro | 4-6, 7-5, 6-1  | details |
| 2016-05-09 | Internazionali BNL d'Italia     | Premier Five | 2.399.000 | gravel, buiten | Serena Williams     | Madison Keys         | 7-6, 6-3       | details |
| 2017-05-15 | Internazionali BNL d'Italia     | Premier Five | 3.076.495 | gravel, buiten | Elina Svitolina     | Simona Halep         | 4-6, 7-5, 6-1  | details |
|            |                                 |              | (€) ↓     |                |                     |                      |                |         |
| 2018-05-14 | Internazionali BNL d'Italia     | Premier Five | 2.703.000 | gravel, buiten | Elina Svitolina     | Simona Halep         | 6-0, 6-4       | details |
| 2019-05-13 | Internazionali BNL d'Italia     | Premier Five | 3.452.538 | gravel, buiten | Karolína Plíšková   | Johanna Konta        | 6-3, 6-4       | details |
| 2020-09-14 | Internazionali BNL d'Italia     | Premier Five | 1.692.169 | gravel, buiten | Simona Halep        | Karolína Plíšková    | 6-0, 2-1, opg. | details |
| 2021-05-10 | Internazionali BNL d'Italia     | WTA 1000     | 1.577.613 | gravel, buiten | Iga Świątek         | Karolína Plíšková    | 6-0, 6-0       | details |
| 2022-05-09 | Internazionali BNL d'Italia     | WTA 1000     | 2.527.250 | gravel, buiten | Iga Świątek         | Ons Jabeur           | 6-2, 6-2       | details |
| 2023-05-09 | Internazionali BNL d'Italia     | WTA 1000     | 3.572.618 | gravel, buiten | Jelena Rybakina     | Anhelina Kalinina    | 6-4, 1-0, opg. | details |
| 2024-05-07 | Internazionali BNL d'Italia     | WTA 1000     | 4.791.105 | gravel, buiten | Iga Świątek         | Aryna Sabalenka      | 6-2, 6-3       | details |
| 2025-05-06 | Internazionali BNL d'Italia     | WTA 1000     | 6.009.593 | gravel, buiten | Jasmine Paolini     | Cori Gauff           | 6-4, 6-2       | details |

### Dubbelspel
| Datum      | Naam                            | Cat.         | ($)       | Ondergrond     | Winnaressen                              | Verliezend finalistes                   | Uitslag          |         |
| ---------- | ------------------------------- | ------------ | --------- | -------------- | ---------------------------------------- | --------------------------------------- | ---------------- | ------- |
| 1930       | Internationaux d'Italie         |              |           | gravel, buiten | Lilí Álvarez Lucia Valerio               | Claude Anet M Neufels                   | 7-5, 6-7, 7-6    |         |
| 1931       | Internationaux d'Italie         |              |           | gravel, buiten | A Luzzatti R Gagliardi                   | Dorothy Andrus Lucia Valerio            | 6-3, 1-6, 6-3    |         |
| 1932       | Internationaux d'Italie         |              |           | gravel, buiten | Lolette Payot Colette Rosambert          | Dorothy Andrus Lucia Valerio            | 7-5, 6-3         |         |
| 1933       | Internationaux d'Italie         |              |           | gravel, buiten | Ida Adamoff Dorothy Andrus               | Elizabeth Ryan Lucia Valerio            | 6-3, 1-6, 6-4    |         |
| 1934       | Internationaux d'Italie         |              |           | gravel, buiten | Helen Hull Jacobs Elizabeth Ryan         | Ida Adamoff Dorothy Andrus              | 7-5, 9-7         |         |
| 1935       | Internationaux d'Italie         |              |           | gravel, buiten | Evelyn Dearman Nancy Lyle                | Cilly Aussem Elizabeth Ryan             | 6-2, 6-4         |         |
| 1950       | Internationaux d'Italie         |              |           | gravel, buiten | Jean Quertier Jean Walker-Smith          | Betty Hilton Kathleen Tuckey            | 1-6, 6-3, 6-2    |         |
| 1951       | Internationaux d'Italie         |              |           | gravel, buiten | Shirley Fry-Irvin Doris Hart             | Louise Brough Thelma Coyne-Long         | 6-1, 7-5         |         |
| 1952       | Internationaux d'Italie         |              |           | gravel, buiten | W Hopman Thelma Coyne-Long               | Nicla Migliori Vittoria Tonolli         | 6-2, 6-8, 6-1    |         |
| 1953       | Internationaux d'Italie         |              |           | gravel, buiten | Maureen Connolly Julia Sampson           | Shirley Fry-Irvin Doris Hart            | 6-8, 6-4, 6-4    |         |
| 1954       | Internationaux d'Italie         |              |           | gravel, buiten | P Ward-Hales E Watson                    | N Adamson-Landry Ginette Bucaille       | 3-6, 6-3, 6-4    |         |
| 1955       | Internationaux d'Italie         |              |           | gravel, buiten | Christiane Mercelis P Ward-Hales         | Fay Muller Beryl Penrose                | 6-4, 10-8        |         |
| 1956       | Internationaux d'Italie         |              |           | gravel, buiten | Mary Bevis-Hawton Thelma Coyne-Long      | Angela Buxton Darlene Hard              | 6-4, 6-8, 9-7    |         |
| 1957-05-06 | Internationaux d'Italie         |              |           | gravel, buiten | Mary Bevis-Hawton Thelma Coyne-Long      | Yola Ramírez-Ochoa Rosa Reyes           | 6-1, 6-1         |         |
| 1958       | Internationaux d'Italie         |              |           | gravel, buiten | Shirley Bloomer Christine Truman         | Mary Bevis-Hawton Thelma Coyne-Long     | 6-3, 6-2         |         |
| 1959       | Internationaux d'Italie         |              |           | gravel, buiten | Yola Ramírez-Ochoa Rosa Reyes            | Maria Bueno Janet Hopps-Adkisson        | 4-6, 6-4, 6-4    |         |
| 1960-05-02 | Internationaux d'Italie         |              |           | gravel, buiten | Margaret Hellyer Yola Ramírez            | Shirley Brasher Ann Haydon              | 6-4, 6-4         |         |
| 1961-05-07 | Internationaux d'Italie         |              |           | gravel, buiten | Jan Lehane Lesley Turner                 | M Carter-Reitano Margaret Smith         | 2-6, 6-1, 6-1    |         |
| 1962       | Internationaux d'Italie         |              |           | gravel, buiten | Maria Bueno Darlene Hard                 | Silvana Lazzarino Lea Pericoli          | 6-2, 6-3         |         |
| 1963       | Internationaux d'Italie         |              |           | gravel, buiten | Robyn Ebbern Margaret Smith              | Silvana Lazzarino Lea Pericoli          | 6-2, 6-3         |         |
| 1964       | Internationaux d'Italie         |              |           | gravel, buiten | Margaret Smith Lesley Turner             | Silvana Lazzarino Lea Pericoli          | 6-1, 6-2         |         |
| 1965       | Internationaux d'Italie         |              |           | gravel, buiten | Madonna Schacht Annette van Zyl          | Silvana Lazzarino Lea Pericoli          | 2-6, 6-2, 12-10  |         |
| 1966       | Internationaux d'Italie         |              |           | gravel, buiten | Norma Baylon Annette van Zyl             | Ann Haydon-Jones Liz Starkie            | 6-3, 1-6, 6-2    |         |
| 1967       | Internationaux d'Italie         |              |           | gravel, buiten | Rosie Casals Lesley Turner               | Silvana Lazzarino Lea Pericoli          | 7-5, 7-5         |         |
| 1968       | Internationaux d'Italie         |              |           | gravel, buiten | Margaret Court Virginia Wade             | Annette van Zyl Patricia Walkden        | 6-2, 7-5         |         |
| 1969       | Italian Open                    |              |           | gravel, buiten | Françoise Dürr Ann Haydon-Jones          | Rosie Casals Billie Jean King           | 6-3, 3-6, 6-2    |         |
| 1970       | Italian Open                    |              |           | gravel, buiten | Rosie Casals Billie Jean King            | Françoise Dürr Virginia Wade            | 6-2, 3-6, 9-7    |         |
| 1971-04-29 | Italian Open                    |              |           | gravel, buiten | Helga Masthoff Virginia Wade             | Lesley Bowrey Helen Gourlay             | 5-7, 6-2, 6-2    |         |
| 1972-04-24 | Italian Open                    |              |           | gravel, buiten | Lesley Hunt Olga Morozova                | Gail Sherriff Rosalba Vido              | 6-3, 6-4         |         |
| 1973-06-04 | Italian Open                    |              |           | gravel, buiten | Olga Morozova Virginia Wade              | Martina Navrátilová Renáta Tomanová     | 3-6, 6-2, 7-5    |         |
| 1974-05-27 | Italian Open                    |              |           | gravel, buiten | Olga Morozova Virginia Wade              | Martina Navrátilová Renáta Tomanová     | 3-6, 6-2, 7-5    |         |
| 1975-05-26 | Italian Open                    |              | 30.000    | gravel, buiten | Chris Evert Martina Navrátilová          | Sue Barker Glynis Coles                 | 6-1, 6-2         |         |
| 1976-05-23 | Italian Open                    |              | 30.000    | gravel, buiten | Delina Ann Boshoff Ilana Kloss           | Virginia Ruzici Mariana Simionescu      | 6-1, 6-2         |         |
| 1977-05-16 | Italian Open                    |              | 35.000    | gravel, buiten | Brigitte Cuypers Marise Kruger           | Bunny Bruning Sharon Walsh              | 3-6, 7-5, 6-2    |         |
| 1978-05-22 | Italian Open                    |              | 35.000    | gravel, buiten | Mima Jaušovec Virginia Ruzici            | Florentsa Mihai Betsy Nagelsen          | 6-2, 2-6, 7-6    | details |
| 1979-05-07 | Italian Open                    |              | 100.000   | gravel, buiten | Betty Stöve Wendy Turnbull               | Evonne Goolagong Kerry Reid             | 6-3, 6-4         | details |
| 1980-05-05 | Italian Open Perugia            |              | 100.000   | gravel, buiten | Hana Mandlíková Renáta Tomanová          | I Madruga-Osses A Villagrán-Reami       | 6-4, 6-4         | details |
| 1981-05-04 | Italian Open Perugia            |              | 100.000   | gravel, buiten | Candy Reynolds Paula Smith               | Chris Evert Virginia Ruzici             | 7-5, 6-1         | details |
| 1982-05-03 | Italian Open Perugia            |              | 100.000   | gravel, buiten | Kathleen Horvath Yvonne Vermaak          | Billie Jean King Ilana Kloss            | 2-6, 6-4, 7-6    | details |
| 1983-05-02 | Italian Open Perugia            |              | 150.000   | gravel, buiten | Virginia Ruzici Virginia Wade            | I Madruga-Osses Catherine Tanvier       | 6-3, 2-6, 6-1    | details |
| 1984-05-21 | Italian Open Perugia            |              | 150.000   | gravel, buiten | Iva Budařová Helena Suková               | Kathleen Horvath Virginia Ruzici        | 7-6, 1-6, 6-4    | details |
| 1985-04-29 | Italian Open Tarente            |              | 50.000    | gravel, buiten | Sandra Cecchini Raffaella Reggi          | Patrizia Murgo Barbara Romanò           | 1-6, 6-4, 6-3    | details |
| 1986-07-07 | Ellesse Grand Prix Perugia      |              | 50.000    | gravel, buiten | Carin Bakkum Nicole Jagerman             | C Bartos-Cserepy Amy Holton             | 6-4, 6-4         | details |
| 1987-05-04 | Italian Open                    |              | 150.000   | gravel, buiten | Martina Navrátilová Gabriela Sabatini    | C Kohde-Kilsch Helena Suková            | 6-4, 6-1         | details |
| 1988-05-02 | Italian Open                    | Tier IV      | 200.000   | gravel, buiten | Jana Novotná Catherine Suire             | Jenny Byrne Janine Tremelling           | 6-3, 4-6, 7-5    | details |
| 1989-05-08 | Italian Open                    | Tier II      | 300.000   | gravel, buiten | Elizabeth Smylie Janine Tremelling       | Manon Bollegraf Mercedes Paz            | 6-4, 6-3         | details |
| 1990-05-07 | Italian Open (Peugeot Open Cup) | Tier I       | 500.000   | gravel, buiten | Helen Kelesi Monica Seles                | Laura Garrone Laura Golarsa             | 6-3, 6-4         | details |
| 1991-05-06 | Peugeot Italian Open            | Tier I       | 500.000   | gravel, buiten | Jennifer Capriati Monica Seles           | Nicole Bradtke Elna Reinach             | 7-5, 6-2         | details |
| 1992-05-04 | Peugeot Italian Open            | Tier I       | 550.000   | gravel, buiten | Monica Seles Helena Suková               | Katerina Maleeva Barbara Rittner        | 6-1, 6-2         | details |
| 1993-05-03 | Italian Open                    | Tier I       | 750.000   | gravel, buiten | Jana Novotná Arantxa Sánchez             | MJ Fernandez Zina Garrison              | 6-4, 6-2         | details |
| 1994-05-02 | Italian Open                    | Tier I       | 750.000   | gravel, buiten | Gigi Fernández Natallja Zverava          | Gabriela Sabatini Brenda Schultz        | 6-1, 6-3         | details |
| 1995-05-08 | Italian Open                    | Tier I       | 806.250   | gravel, buiten | Gigi Fernández Natallja Zverava          | Conchita Martínez Patricia Tarabini     | 3-6, 7-6, 6-4    | details |
| 1996-05-06 | Italian Open                    | Tier I       | 926.250   | gravel, buiten | Arantxa Sánchez Irina Spîrlea            | Gigi Fernández Martina Hingis           | 6-4, 3-6, 6-3    | details |
| 1997-05-05 | Italian Open                    | Tier I       | 926.250   | gravel, buiten | Nicole Arendt Manon Bollegraf            | Conchita Martínez Patricia Tarabini     | 6-2, 6-4         | details |
| 1998-05-04 | Italian Open                    | Tier I       | 926.250   | gravel, buiten | V Ruano Pascual Paola Suárez             | Amanda Coetzer Arantxa Sánchez          | 7-6, 6-4         | details |
| 1999-05-03 | Italian Open                    | Tier I       | 1.050.000 | gravel, buiten | Martina Hingis Anna Koernikova           | Alexandra Fusai Nathalie Tauziat        | 6-2, 6-2         | details |
| 2000-05-15 | Italian Open                    | Tier I       | 1.080.000 | gravel, buiten | Lisa Raymond Rennae Stubbs               | Arantxa Sánchez Magüi Serna             | 6-3, 4-6, 6-3    | details |
| 2001-05-14 | Italian Open                    | Tier I       | 1.200.000 | gravel, buiten | Cara Black Jelena Lichovtseva            | Paola Suárez Patricia Tarabini          | 6-1, 6-1         | details |
| 2002-05-13 | Italian Open                    | Tier I       | 1.224.000 | gravel, buiten | V Ruano Pascual Paola Suárez             | Conchita Martínez Patricia Tarabini     | 6-3, 6-4         | details |
| 2003-05-12 | Telecom Italia Masters          | Tier I       | 1.300.000 | gravel, buiten | Svetlana Koeznetsova Martina Navrátilová | Jelena Dokić Nadja Petrova              | 6-4, 5-7, 6-2    | details |
| 2004-05-10 | Telecom Italia Masters          | Tier I       | 1.300.000 | gravel, buiten | Nadja Petrova Meg Shaughnessy            | V Ruano Pascual Paola Suárez            | 2-6, 6-3, 6-3    | details |
| 2005-05-09 | Telecom Italia Masters Roma     | Tier I       | 1.300.000 | gravel, buiten | Cara Black Liezel Huber                  | Maria Kirilenko A Medina Garrigues      | 6-0, 4-6, 6-1    | details |
| 2006-05-15 | Internazionali d'Italia         | Tier I       | 1.340.000 | gravel, buiten | Daniela Hantuchová Ai Sugiyama           | Květa Peschke F Schiavone               | 3-6, 6-3, 6-1    | details |
| 2007-05-14 | Internazionali BNL d'Italia     | Tier I       | 1.340.000 | gravel, buiten | Nathalie Dechy Mara Santangelo           | Tathiana Garbin Roberta Vinci           | 6-4, 6-1         | details |
| 2008-05-12 | Internazionali BNL d'Italia     | Tier I       | 1.340.000 | gravel, buiten | Chan Yung-jan Chuang Chia-jung           | Iveta Benešová Janette Husárová         | 7-6, 6-3         | details |
| 2009-05-04 | Internazionali BNL d'Italia     | Premier Five | 2.000.000 | gravel, buiten | Hsieh Su-wei Peng Shuai                  | Daniela Hantuchová Ai Sugiyama          | 7-5, 7-6         | details |
| 2010-05-03 | Internazionali BNL d'Italia     | Premier Five | 2.000.000 | gravel, buiten | Gisela Dulko Flavia Pennetta             | N Llagostera Vives MJ Martínez Sánchez  | 6-4, 6-2         | details |
| 2011-05-09 | Internazionali BNL d'Italia     | Premier Five | 2.050.000 | gravel, buiten | Peng Shuai Zheng Jie                     | Vania King Jaroslava Sjvedova           | 6-2, 6-3         | details |
| 2012-05-14 | Internazionali BNL d'Italia     | Premier Five | 2.168.400 | gravel, buiten | Sara Errani Roberta Vinci                | Jekaterina Makarova Jelena Vesnina      | 6-2, 7-5         | details |
| 2013-05-13 | Internazionali BNL d'Italia     | Premier Five | 2.369.000 | gravel, buiten | Hsieh Su-wei Peng Shuai                  | Sara Errani Roberta Vinci               | 4-6, 6-3, [10-8] | details |
| 2014-05-12 | Internazionali BNL d'Italia     | Premier Five | 2.628.000 | gravel, buiten | Květa Peschke Katarina Srebotnik         | Sara Errani Roberta Vinci               | 4-0, opg.        | details |
| 2015-05-11 | Internazionali BNL d'Italia     | Premier Five | 2.183.600 | gravel, buiten | Tímea Babos Kristina Mladenovic          | Martina Hingis Sania Mirza              | 6-4, 6-3         | details |
| 2016-05-09 | Internazionali BNL d'Italia     | Premier Five | 2.399.000 | gravel, buiten | Martina Hingis Sania Mirza               | Jekaterina Makarova Jelena Vesnina      | 6-1, 6-7, [10-3] | details |
| 2017-05-15 | Internazionali BNL d'Italia     | Premier Five | 3.076.495 | gravel, buiten | Chan Yung-jan Martina Hingis             | Jekaterina Makarova Jelena Vesnina      | 7-5, 7-6         | details |
|            |                                 |              | (€) ↓     |                |                                          |                                         |                  |         |
| 2018-05-14 | Internazionali BNL d'Italia     | Premier Five | 2.703.000 | gravel, buiten | Ashleigh Barty Demi Schuurs              | A Sestini-Hlaváčková Barbora Strýcová   | 6-3, 6-4         | details |
| 2019-05-13 | Internazionali BNL d'Italia     | Premier Five | 3.452.538 | gravel, buiten | Viktoryja Azarenka Ashleigh Barty        | Anna-Lena Grönefeld Demi Schuurs        | 4-6, 6-0, [10-3] | details |
| 2020-09-14 | Internazionali BNL d'Italia     | Premier Five | 1.692.169 | gravel, buiten | Hsieh Su-wei Barbora Strýcová            | Anna-Lena Friedsam Raluca Olaru         | 6-2, 6-2         | details |
| 2021-05-10 | Internazionali BNL d'Italia     | WTA 1000     | 1.577.613 | gravel, buiten | Sharon Fichman Giuliana Olmos            | Kristina Mladenovic Markéta Vondroušová | 4-6, 7-5, [10-5] | details |
| 2022-05-09 | Internazionali BNL d'Italia     | WTA 1000     | 2.527.250 | gravel, buiten | V Koedermetova A Pavljoetsjenkova        | Gabriela Dabrowski Giuliana Olmos       | 1-6, 6-4, [10-7] | details |
| 2023-05-09 | Internazionali BNL d'Italia     | WTA 1000     | 3.572.618 | gravel, buiten | Storm Hunter Elise Mertens               | Cori Gauff Jessica Pegula               | 6-4, 6-4         | details |
| 2024-05-07 | Internazionali BNL d'Italia     | WTA 1000     | 4.791.105 | gravel, buiten | Sara Errani Jasmine Paolini              | Cori Gauff Erin Routliffe               | 6-3, 4-6, [10-8] | details |
| 2025-05-06 | Internazionali BNL d'Italia     | WTA 1000     | 6.009.593 | gravel, buiten | Sara Errani Jasmine Paolini              | Veronika Koedermetova Elise Mertens     | 6-4, 7-5         | details |